# Дубина Олег Вікторович
Оле́г Ві́кторович Дуби́на (нар. 20 березня 1959, Єлизаветівка, Дніпропетровська область, Українська РСР, СРСР) — український політик і бізнесмен, голова правління НАК «Нафтогаз України» (24 грудня 2007 — 2 березня 2010). Був генеральним директором ВАТ «Дніпровський металургійний комбінат імені Дзержинського» (з червня 2005). У 2001–2002 роках віце-прем'єр України.

## Біографія
Народився 20 березня 1959 (с. Єлизаветівка, Дніпропетровська область). 

### Освіта
Дніпродзержинський індустріальний інститут (1982), «Технологія чорних металів»; Дніпродзержинський державний технічний університет (1999), «Менеджмент організацій»; Кандидат технічних наук. Кандидатська дисертація «Розробка ресурсозберігаючих режимів при твердненні та нагріві сталевих злитків та заготовок» (Національна металургійна академія України, 2001).

### Кар'єра
З 1976 — учень модельника, слюсар-електрик на Дніпровському металургійному комбінаті (місто Дніпродзержинськ). 
1977–1982 — студент Дніпродзержинського індустріального інституту. 
З 1982 — агломератник, майстер, начальник зміни на Дніпровському металургійному комбінаті. 
Листопад 1985 — жовтень 1986 — викладач Дніпродзержинського політехнікуму. 
1986–1993 — майстер, старший майстер, інженер на Дніпровському металургійному комбінаті. 
1993–1996 — помічник директора Дніпровської філії «Інтермонтаж Кам» спільного радянсько-швейцарського підприємства «Демос»; заступник генерального директора АТ «Інтермонтаж», місто Дніпродзержинськ. 
1996–1998 — начальник бюро, заступник начальника відділу, перший заступник генерального директора з питань економіки Дніпровського металургійного комбінату. 
1998 — заступник голови правління, серпень 1998 — листопад 1999 — голова правління, голова правління — генеральний директор ВАТ «Алчевський металургійний комбінат». 
Листопад 1999 — січень 2001 — генеральний директор Криворізького державного гірничо-металургійного комбінату «Криворіжсталь».
26 січня — 29 травня 2001 — віце-прем'єр-міністр України з питань промислової політики в уряді Віктора Ющенка. 
29 травня 2001 — 26 листопада 2002 — перший віце-прем'єр-міністр України в уряді Анатолія Кінаха. 
Грудень 2002 — вересень 2003 — радник Президента України. 
Вересень 2003 — червень 2004 — перший заступник Секретаря РНБО України. 
12 лютого 2004 — 25 лютого 2005 — президент НАК «Енергетична компанія України».
Березень 2006 — кандидат в народні депутати України від Народного блоку Литвина, № 25 в списку. На час виборів: генеральний директор ВАТ «Дніпровський металургійний комбінат імені Дзержинського», безпартійний.
З 24 грудня 2007 — голова правління НАК «Нафтогаз України». 2 березня 2010 року залишив посаду за власним бажанням.

## Родина
Одружений; має сина і дочку.

## Нагороди
Лауреат Державної премії України в галузі науки і техніки (2001). Орден «За заслуги» III (липень 1999), II ступенів (серпень 2002). Заслужений металург України (серпень 2006).